# Fechtweltmeisterschaften 1987
Die 36. Fechtweltmeisterschaft fand 1987 in Lausanne statt. Es wurden acht Wettbewerbe ausgetragen, sechs für Herren und zwei für Damen.

## Herren

### Florett, Einzel
| Platz | Land | Sportler       |
| ----- | ---- | -------------- |
| 1     | FRG  | Mathias Gey    |
| 2     | FRG  | Matthias Behr  |
| 3     | ITA  | Federico Cervi |

### Florett, Mannschaft
| Platz | Land           | Sportler                                                                     |
| ----- | -------------- | ---------------------------------------------------------------------------- |
| 1     | BR Deutschland | Mathias Gey, Matthias Behr, Thorsten Weidner, Ulrich Schreck, Klaus Reichert |
| 2     | Frankreich     | Philippe Omnès, Youssef Hocine, Patrick Groc, Patrice Lhôtellier             |
| 3     | Ungarn         | Zsolt Érsek, István Busa, Róbert Gátai, István Szelei                        |

### Degen, Einzel
| Platz | Land | Sportler         |
| ----- | ---- | ---------------- |
| 1     | FRG  | Volker Fischer   |
| 2     | URS  | Andrei Schuwalow |
| 3     | CUB  | Wilfredo Loyola  |

### Degen, Mannschaft
| Platz | Land           | Sportler                                                                      |
| ----- | -------------- | ----------------------------------------------------------------------------- |
| 1     | Sowjetunion    | Serhij Krawtschuk, Andrei Schuwalow, Mychajlo Tyschko, Wladimir Resnitschenko |
| 2     | BR Deutschland | Arnd Schmitt, Alexander Pusch, Volker Fischer, Elmar Borrmann, Thomas Gerull  |
| 3     | Frankreich     | Philippe Riboud, Philippe Boisse, Éric Srecki, Jean-Michel Henry              |

### Säbel, Einzel
| Platz | Land | Sportler                |
| ----- | ---- | ----------------------- |
| 1     | FRA  | Jean-François Lamour    |
| 2     | HUN  | György Nébald           |
| 3     | POL  | Robert Kościelniakowski |

### Säbel, Mannschaft
| Platz | Land        | Sportler                                                                     |
| ----- | ----------- | ---------------------------------------------------------------------------- |
| 1     | Sowjetunion | Andrei Alschan, Heorhij Pohossow, Sergei Korjaschkin Serhij Mindirhassow     |
| 2     | Bulgarien   | Christo Etropolski, Wassil Etropolski, Georgi Tschomankow, Nikolaj Mateew    |
| 3     | Frankreich  | Jean-François Lamour, Philippe Delrieu, Pierre Guichot, Hervé Granger-Veyron |

## Damen

### Florett, Einzel
| Platz | Land | Sportlerin        |
| ----- | ---- | ----------------- |
| 1     | ROU  | Elisabeta Guzganu |
| 2     | FRG  | Zita Funkenhauser |
| 3     | CHN  | Jujie Luan        |

### Florett, Mannschaft
| Platz | Land     | Sportlerinnen                                                                     |
| ----- | -------- | --------------------------------------------------------------------------------- |
| 1     | Ungarn   | Zsuzsanna Jánosi, Edit Kovács, Gertrúd Stefanek, Katalin Tuschák, Zsuzsanna Szőcs |
| 2     | Rumänien | Elisabeta Guzganu, Reka Lazăr, Claudia Grigorescu, Georgeta Beca, Rozalia Oros    |
| 3     | Italien  | Annapia Gandolfi, Dorina Vaccaroni, Margherita Zalaffi, Francesca Bortolozzi      |